# Aspinwall (Pennsylvanie)
Pour les articles homonymes, voir Aspinwall.
Aspinwall est un borough, situé dans le comté d'Allegheny, en Pennsylvanie, aux États-Unis,. En 2010, il comptait une population de 2 801 habitants. Il est incorporé le 28 décembre 1892.

## Démographie
Lors du recensement de 2010, le borough comptait une population de 2 801 habitants. Elle est estimée, en 2017, à 2 732 habitants.

### Source de la traduction
- (en) Cet article est partiellement ou en totalité issu de l’article de Wikipédia en anglais intitulé « Aspinwall, Pennsylvania » (voir la liste des auteurs).